# مطار البيضاء (اليمن)
مطار البيضاء (بالإنجليزية: Al Bayda' Airport)‏ هو مطار يقع في محافظة البيضاء جنوبي اليمن.